# Phyllis Bone

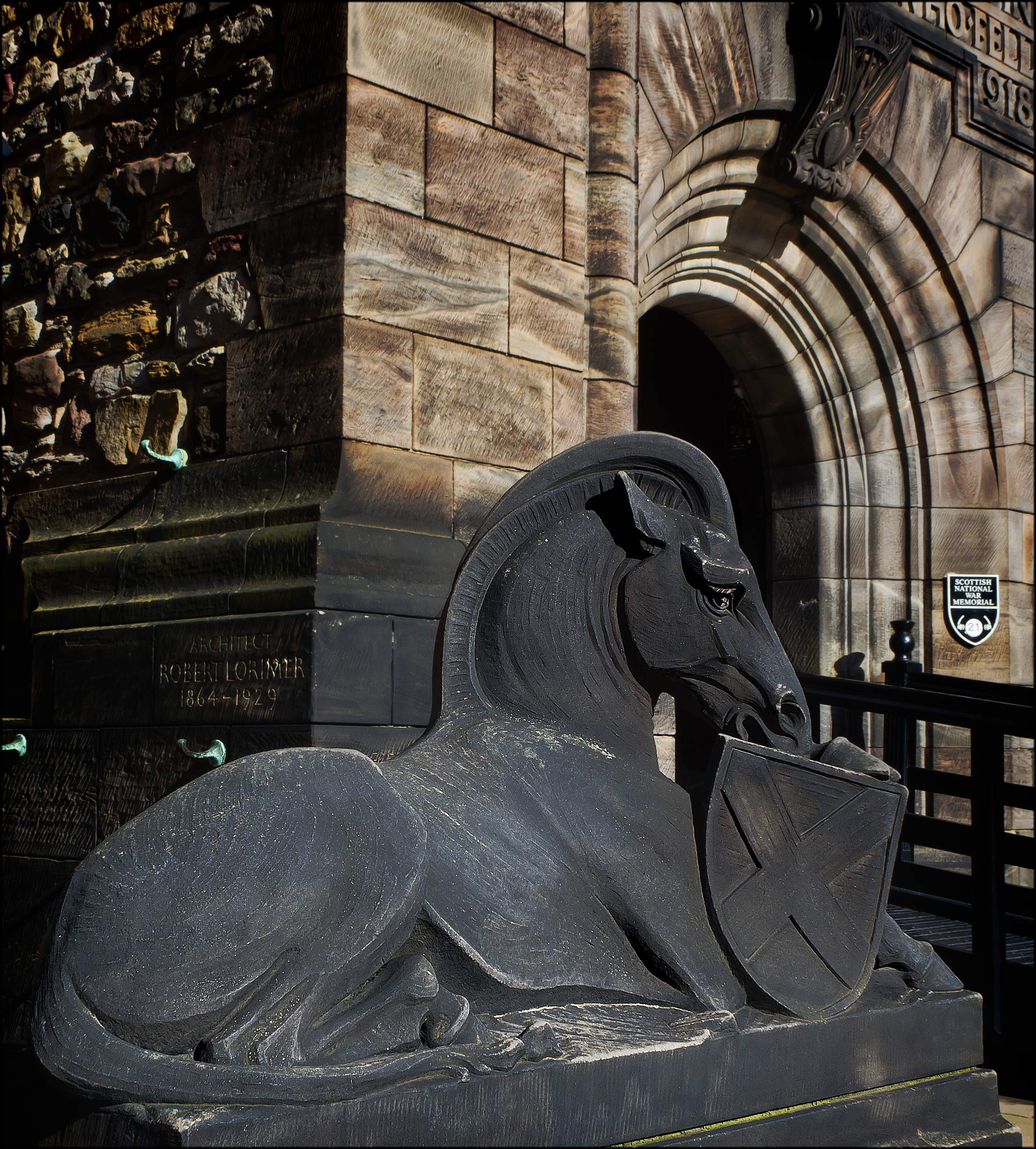
Phyllis Bone: Einhorn vor dem Scottish National War Memorial, Edinburgh Castle

Phyllis Mary Bone (* 15. Februar 1894 in Hornby, Lancashire; † 12. Juli 1972 in Kirkcudbright, Schottland) war eine britische Bildhauerin.

## Leben

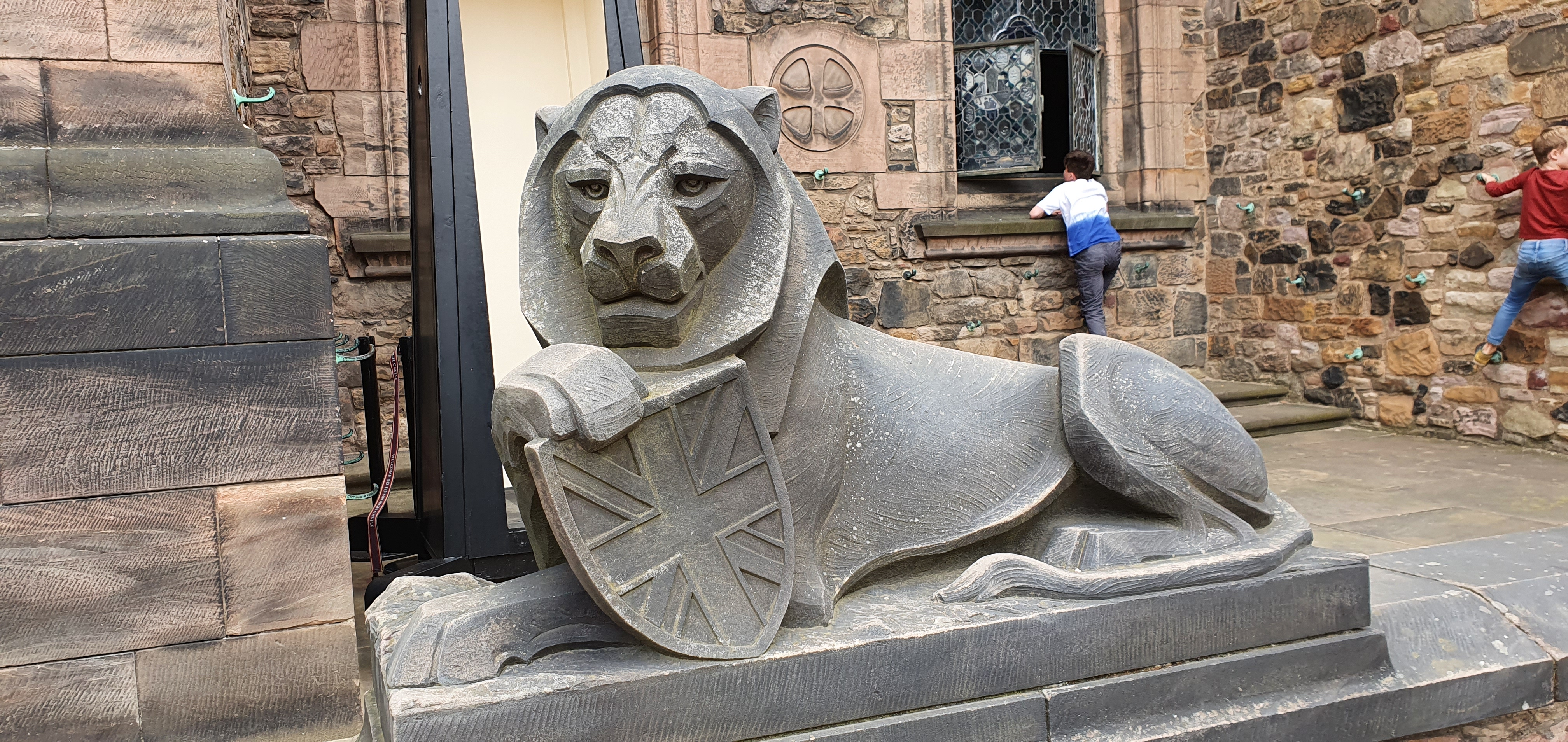
Phyllis Bone: Löwe vor dem Scottish National War Memorial, Edinburgh Castle

Phyllis Mary Bone wurde 1894 im nordenglischen Hornby geboren, wuchs aber überwiegend in Schottland auf. Ihre künstlerische Ausbildung begann sie am Edinburgh College of Art, wo sie unter der Anleitung von Bildhauern wie Alexander Carrick und Percy Portsmouth arbeitete. 1912 erhielt sie ein Stipendium für ein Studium in Paris. Nach dem Ersten Weltkrieg arbeitete Phyllis Bone als Tierbildhauerin und spezialisierte sich früh auf naturalistische Tierplastiken. Sie arbeitete mit Architekten wie Sir Robert Lorimer zusammen und beteiligte sich an verschiedenen öffentlichen Bauprojekten, darunter das Scottish National War Memorial im Edinburgh Castle. 1940 wurde sie als erste Frau zum  Mitglied der Royal Scottish Academy gewählt. Ihre letzten Lebensjahre verbrachte sie in Kirkcudbright, einer Künstlerkolonie in der Region Dumfries and Galloway.

## Werk

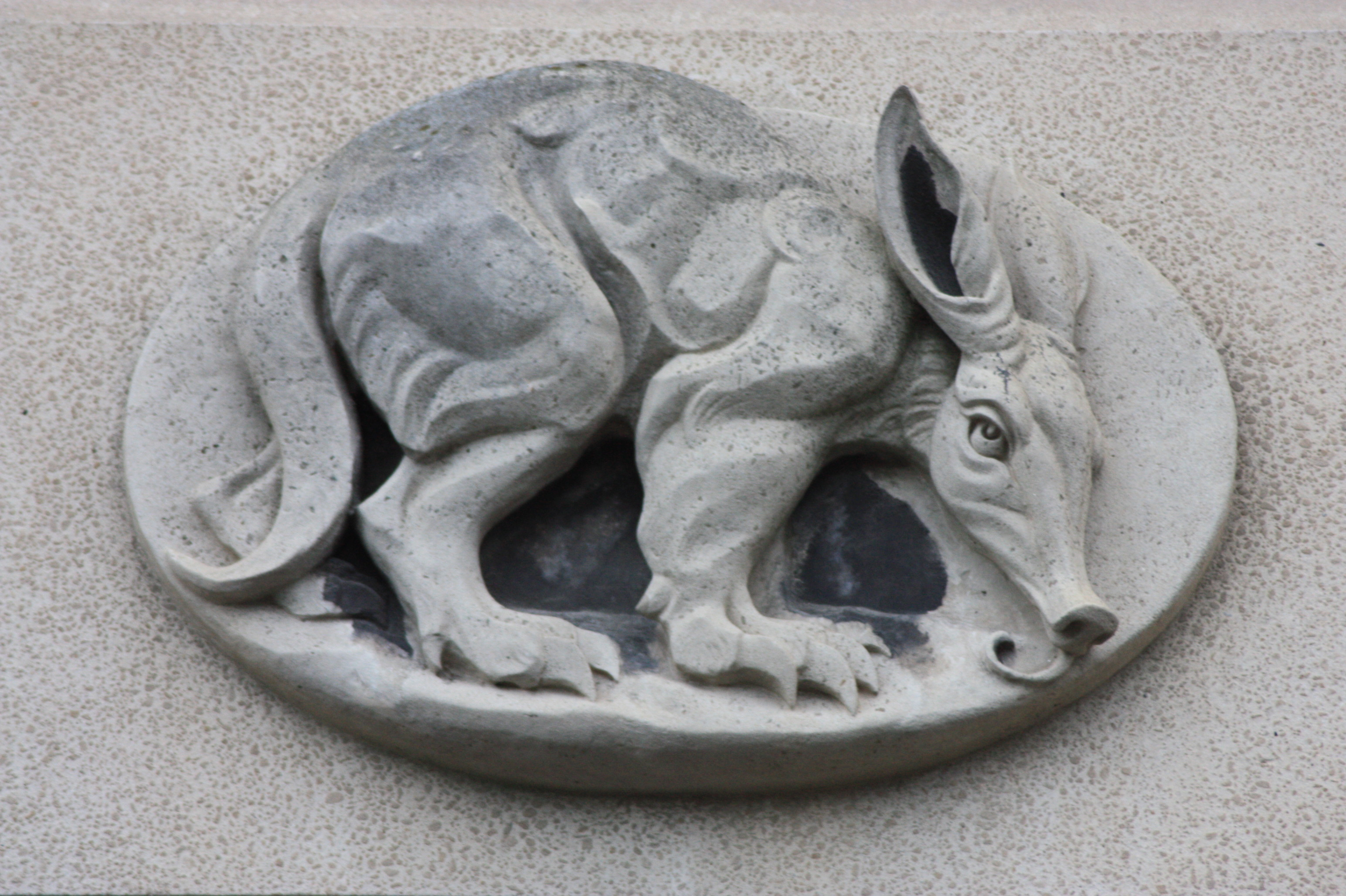
Phyllis Bone: Erdferkel

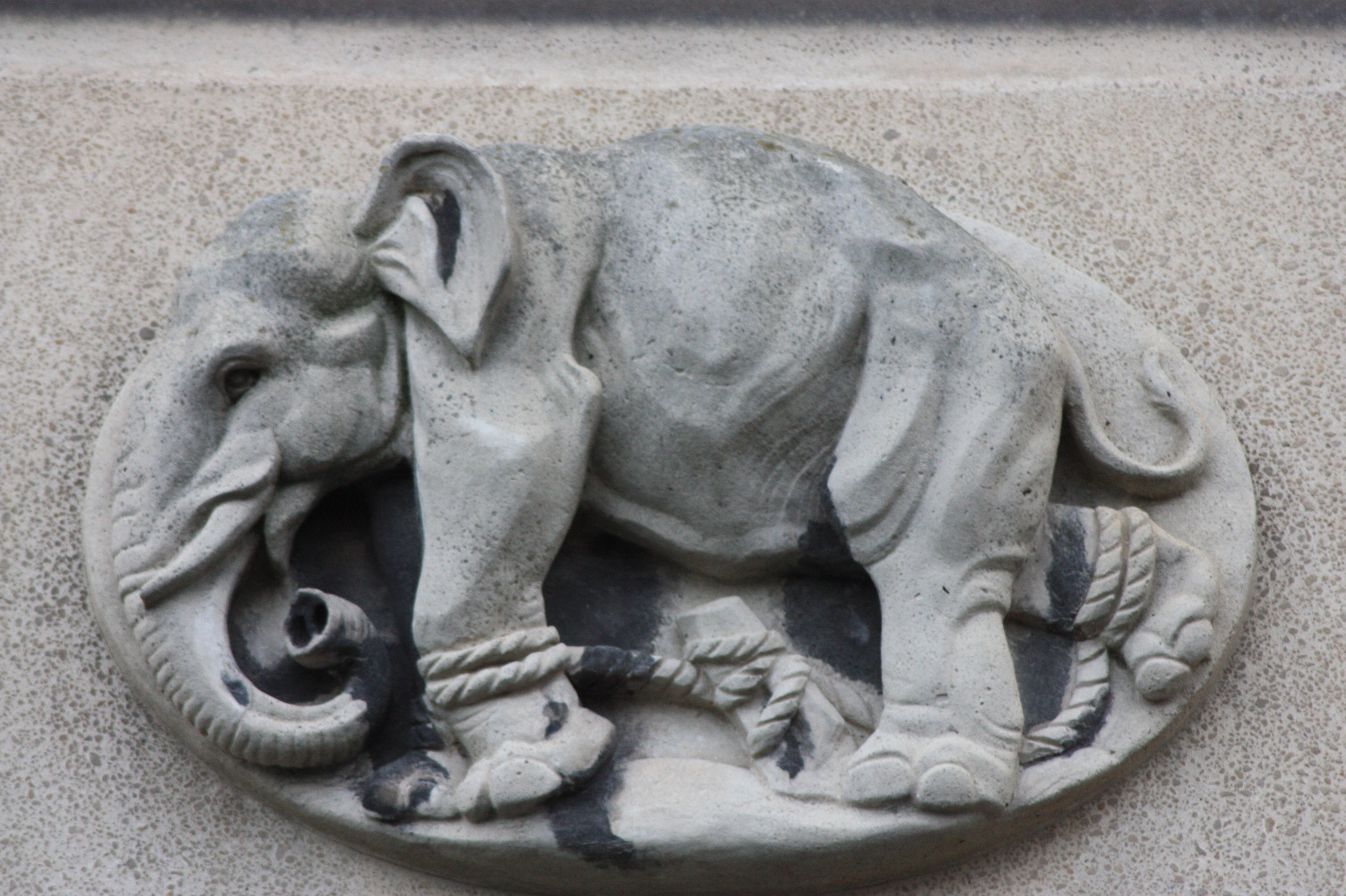
Phyllis Bone: Elefant

Phyllis Bone wurde vor allem für ihre detailgetreuen Tierdarstellungen bekannt. Diese wurden sowohl als autonome Skulpturen als auch im architektonischen Kontext umgesetzt. Sie schuf Löwen, Hirsche, Hunde, Pferde und andere Tiere aus Stein und Bronze und legte dabei großen Wert auf naturgetreue Anatomie und Bewegung. Zu ihren bekanntesten Werken zählen die Tierskulpturen am Scottish National War Memorial in Edinburgh Castle sowie die Reliefarbeiten an öffentlichen Gebäuden in Schottland. Stilistisch verband Bone Einflüsse des akademischen Realismus mit einem klaren Formempfinden sowie einer hohen Sensibilität für die Eigenheiten tierischer Bewegung und Körperlichkeit.